# フュルジャンス・ウエドゥラオゴ
フュルジャンス・ウエドゥラオゴ（Fulgence Ouedraogo、1986年7月21日 - ）は、フランスの元ラグビーユニオン選手。

## プロフィール
- ブルキナファソ・ワガドゥグー出身。
- 現役時代のポジションはフランカー(FL)。
- 身長 191cm、体重 99kg。
- フランス代表通算キャップ数は39。
- ワールドカップ2011・2015のフランス代表に選ばれた[1]。
- 総合格闘家のシーク・コンゴは従兄弟。

## 略歴
2006年、モンペリエに加入。
2022年、現役を引退した。